# Ona Carbonell
Ona Carbonell Ballestero (ur. 5 czerwca 1990 w Barcelonie) – hiszpańska pływaczka synchroniczna, dwukrotna medalistka olimpijska, mistrzyni świata, 3-krotna mistrzyni Europy.